# 志村喬
志村 喬（、1905年〈明治38年〉3月12日 - 1982年〈昭和57年〉2月11日）は、日本の俳優である。本名は島崎 捷爾（）。身長163cm。実兄の島崎敬夫は横浜ゴム社長を務めた人物。
兵庫県朝来郡生野町出身。舞台俳優を経て映画俳優となり、戦前は時代劇などで活躍したのち、戦後は東宝を中心に数多くの作品に出演。特に黒澤明監督作品には欠かせない俳優であった。

## 来歴・人物

### 誕生から舞台俳優
1905年（明治38年）3月12日、兵庫県朝来郡生野町（現在の朝来市生野町）に生まれる。三菱生野鉱業所の冶金技師をする父・島崎毛登女（もとめ）と、母・喜与の次男として口銀谷の生野鉱山社宅（甲社宅）で育つ。祖父は土佐藩主・山内容堂の小姓から250石取りの祐筆に上がり、鳥羽・伏見の戦いには隊長として出陣した経歴を持つ武士であった。
1911年（明治44年）に生野尋常小学校に入学、きかん気のガキ大将だったが、その反面6年間通して優等生で過ごした。1917年（大正6年）、旧制神戸一中（現兵庫県立神戸高等学校）に入学したが、その後父親が宮崎に単身転勤となった。また、丁度その頃の志村は軽い肺病のため2年間進級が遅れたことから、母や兄弟と共に父のもとに合流し、それに伴い宮崎県立延岡中学校（現宮崎県立延岡高等学校）へ転校する。在学中は英語が得意で、文学に憧れて同人雑誌に加わって詩を寄稿する一方、ボート部に入り校内有数のボート漕ぎの名手として活躍する。中学3年生の頃に母を病気で亡くす。
同中学校卒業後の1923年（大正12年）に関西大学予科に入学するが、まもなく父が退職したことから学資の援助が得られなくなり、夜間の専門部英文科に転じ大阪市水道局の臨時職員として生計を立てる。
この頃、英文科の講師に劇作家の豊岡佐一郎やシェイクスピア研究家の坪内士行がいたことから演劇熱が芽生えはじめ、大学の演劇研究会に参加。さらに1928年（昭和3年）には豊岡を演出家に頼み、自ら幹部としてアマチュア劇団・七月座を結成する。しかし、芝居に熱中するあまり市役所は欠勤続きでついにはクビとなった。そこで大学も中退して、本格的に役者の道を目指し、七月座のプロ化を図り巡業などをするが、大赤字となり失敗した。
大阪に戻ってJOBK（NHK大阪放送局）のラジオ劇に声優として出演したり、厚紙切りなどで食いつないでいたが、それだけではどうしても生活が出来なかった。1930年（昭和5年）に豊岡の友人で、のちに東宝撮影所長になった森田信義の世話で五月信子の近代座に入り、職業俳優として舞台に出演する。以降は日本各地をはじめ、遠く上海、青島、天津、大連、釜山にまで巡業した。
しかし、この頃から同じような芝居が続いて気持ちや生活態度はすさみ、演技も惰性になっている自分に気付いたため巡業先で一座を離れ、再び大阪に戻った。1932年（昭和7年）に剣戟の新声劇や翌年に旗揚げした新選座の舞台に立つが、芝居の世界は景気が悪くなる一方だった。この頃主流になり始めたトーキー映画に舞台で鍛え上げた実績を生かせるかもと思い、映画俳優の転向を決意する。本人は「これまでの映画は無声映画で俳優は美男美女と相場が決まっていて、私の顔ではやっていけるはずがない。しかし台詞入りのトーキー映画が盛んになったおかげで、自分も主役といかないまでも脇役の出番は多くなるはず」と考えたという。

### 映画俳優へ
1934年（昭和9年）に新興キネマ京都撮影所に入社する。サイレント映画の『恋愛街一丁目』で映画デビューした。当初は台詞の無い役がほとんどだったが、1935年（昭和10年）に伊丹万作監督の第1回トーキー作品『忠次売出す』ではじめて台詞のある役を貰う。それ以降は段々といい役がつき始め、1936年（昭和11年）には第一映画で溝口健二監督の『浪華悲歌』にしたたかな刑事役で出演した。
また千恵蔵プロに移籍した伊丹万作に呼ばれた『赤西蠣太』で、現代のサラリーマンのような朴訥とした侍・角又鱈之進を演じてからは、芸達者な脇役として認知され、志村自身も映画開眼した作品と述べている。
同年、松田定次に請われてマキノトーキー製作所に移籍。同社は翌1937年（昭和12年）4月に解散し、辻吉朗の口添えで同年に日活京都撮影所に移籍。1942年（昭和17年）までに100本近い作品に出演した。特に嵐寛寿郎主演の『右門捕物帖』シリーズでのアバタの敬四郎役は、戦前の出演作品の中でも志村の当り役となった。またマキノ雅弘監督のシネオペレッタ『鴛鴦歌合戦』では事実上の主役を演じて得意の歌を披露、その歌の上手さに驚いた共演者のディック・ミネに歌手デビューを勧められたという。
しかしこの頃、かつて新劇の舞台に立っていたことから特別高等警察に京都の太秦警察署（現・右京警察署）へ連行されて20日間ほど拘留、妻・政子と俳優仲間の月形龍之介が身元引受人となり釈放される。戦後、『わが青春に悔なし』に出演した際、毒いちごと呼ばれる特高を演じるが、これはその時の経験を生かしたという。
1942年、日活と大映との合併をきっかけに退社し、興亜映画（松竹太秦撮影所）に入社する。4本の映画に出演するが、しかしその後は仕事がなく、この頃に新劇を追いやられた東野英治郎、小沢栄太郎、殿山泰司らと生活を助け合う。当時、興亜映画は他社に俳優を貸し出しており、志村の恩人で東宝のプロデューサーの森田信義から打診されて志村も東宝の作品に出演した。
1943年（昭和18年）に興亜とは契約が残っていたが、東宝に移籍。数本の戦意高揚映画にも出演している。
1945年（昭和20年）、朝鮮映画社製作の今井正監督作品『愛と誓ひ』ロケで朝鮮半島に渡る。このロケがきっかけでキムチが好物となる。この年の8月に終戦を迎えるが、実弟がこの数週間前に南方で戦病死する不幸に見舞われる。
1946年（昭和21年）、東宝オールスター映画の戦後第1作である『或る夜の殿様』にも配役されるなど、俳優としての地歩を固めていた。

### 戦後、黒澤映画での活躍

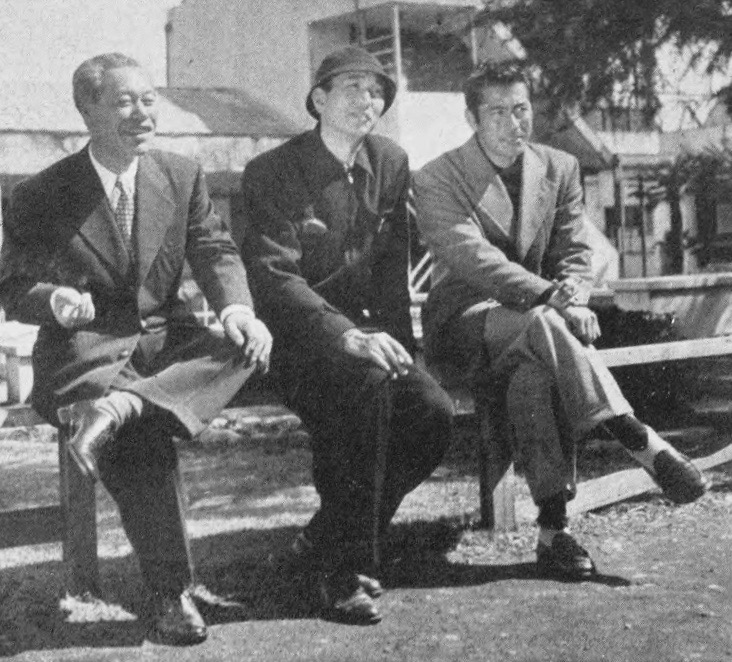
左から志村、黒澤明、三船敏郎（1953年）

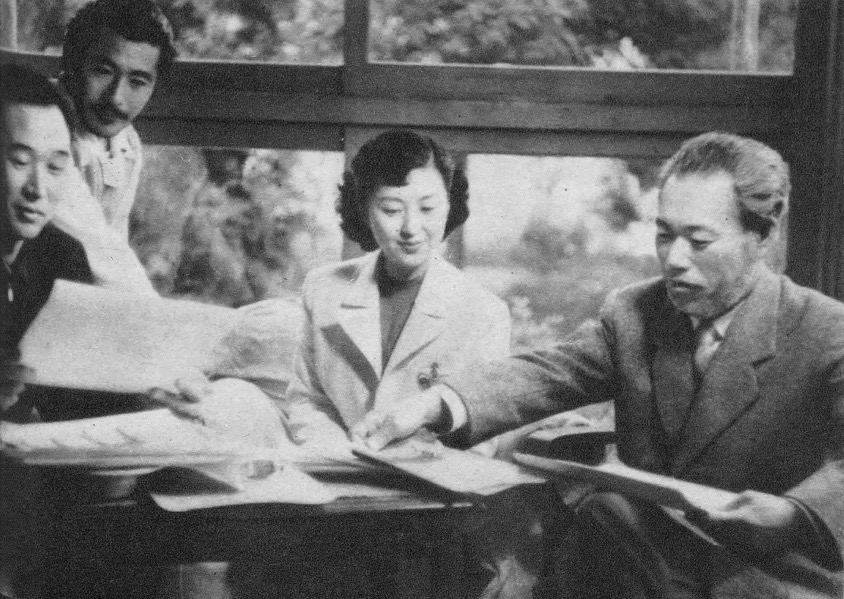
左から黒澤明、三船敏郎、津島恵子、志村喬（1953年5月）

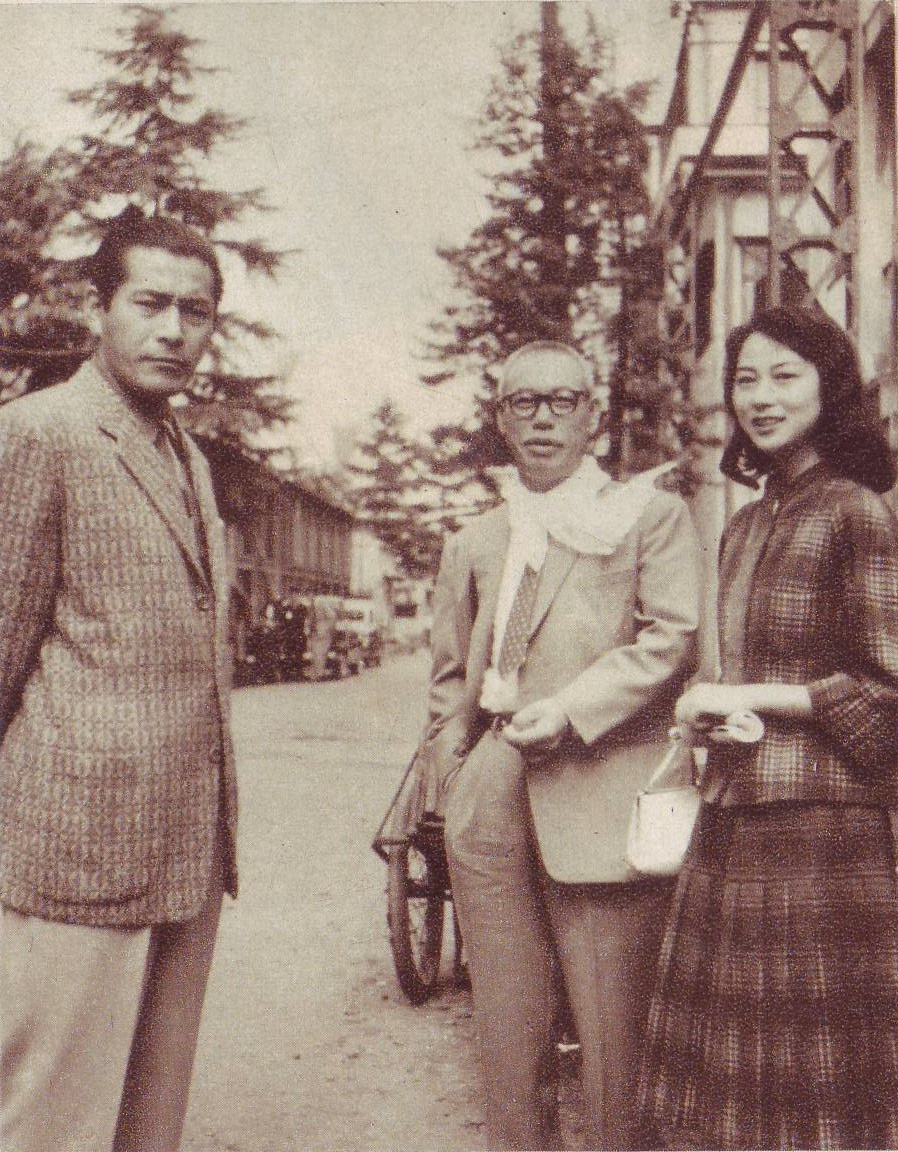
左から三船敏郎、志村、上原美佐（1957年）

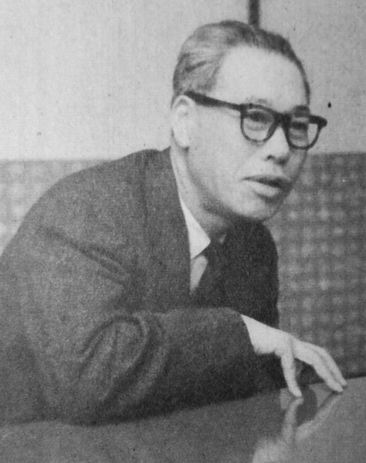
『アサヒグラフ』1956年1月22日号より

黒澤作品には欠かせない存在として、21本の黒澤作品に出演した。
黒澤の最初期の作品では脇役を演じたが、1948年（昭和23年）の『醉いどれ天使』で主演に抜擢され、酔いどれ医者役を好演した。続いて1949年（昭和24年）には、『野良犬』で三船敏郎と組むベテラン刑事役を、『静かなる決闘』で三船の父親役を演じ、この二つの演技で毎日映画コンクール男優演技賞を受賞する。
『醉いどれ天使』以降の作品では三船とのダブル主演の作品がほとんどだが、1952年（昭和27年）の『生きる』ではワンマン扱いで主演した。癌に侵された市役所員を頬骨が見えるほど減量して好演、NYタイムズに「世界一の名優」と絶賛され、黒澤にとっても志村にとっても一世一代の作品となった。1954年（昭和29年）の『七人の侍』では侍達のリーダー勘兵衛役で、お荷物的存在・菊千代を演じる三船と対照を成すダブル主演。それまでの性格俳優的なイメージを一新する沈着豪胆なヒーロー像を打ち立て、『生きる』と並び生涯の代表作とした。
『生きものの記録』を最後に加齢のため主役級を降板。以後は脇役として黒澤作品への出演を続け、癖の強い悪役なども演じた。最後の黒澤映画は『影武者』である。1961年（昭和36年）には黒澤の代理としてベルリン映画祭に出席、多くの欧米の映画人から祝辞を述べられる。
黒澤作品以外では、『ゴジラ』の山根博士役をはじめとして、主に重厚な科学者役を演じ東宝の怪獣映画・特撮映画に多く出演した。また、天知俊一監督がモデルとされる初老のプロ野球監督を演じた『男ありて』（1955年）は黒澤作品でも特撮映画でもない志村の代表作として挙げられる。本作は映画化が危ぶまれていると聞いた志村自身が、映画化実現まで原作を守ろうとするほどの熱の入れようであった。映画化したのちもテレビドラマ化され、志村は映画とテレビでこの主役を演じた。
山田洋次監督の『男はつらいよ』の「博の父親」役でも知られ、岡本喜八監督の『日本のいちばん長い日』や熊井啓監督の『黒部の太陽』など名匠の作品でも好演した。

### 晩年
60代に入る頃から病気がちとなり、1974年（昭和49年）に肺気腫と診断されるが、それでも映画やテレビに出演を続け、入院中の同年には紫綬褒章を受章する。しかし1977年（昭和52年）ごろから病状は悪化、入退院を繰り返していた。
1980年（昭和55年）に勲四等旭日小綬章を受章。1981年（昭和56年）に映画『日本フィルハーモニー物語 炎の第五楽章』に出演。前年の撮影現場では病気を隠して役を演じきり、何とか無事に撮影を終えた。
1982年（昭和57年）2月11日（木曜日）午後10時41分に慢性肺気腫による肺性心で、慶應義塾大学病院で死去（享年76歳）。
遺品は、2010年（平成22年）に東京国立近代美術館フィルムセンターに寄贈された。また同年には兵庫県朝来市に「志村喬記念館」が設立された。

## 家族
| ∴          |          |          |          |          |          |          |          |          |          |          |          |  |  |  |  |  |  |  |  |  |  |  |  |  |  |
| (土佐藩士) |          |          |          |          |          |          |          |          |          |          |          |  |  |  |  |  |  |  |  |  |  |  |  |  |  |
|            |          |          |          |          |          |          |          |          |          |          |          |  |  |  |  |  |  |  |  |  |  |  |  |  |  |
| 島崎毛登女 |          |          |          |          |          |          |          |          |          |          |          |  |  |  |  |  |  |  |  |  |  |  |  |  |  |
|            |          |          |          |          |          |          |          |          |          |          |          |  |  |  |  |  |  |  |  |  |  |  |  |  |  |
|            |          |          |          |          |          |          |          |          |          |          |          |  |  |  |  |  |  |  |  |  |  |  |  |  |  |
| 島崎敬夫   | 島崎敬夫 | 島崎敬夫 | 島崎敬夫 | 島崎敬夫 | 島崎敬夫 | 志村喬   | 志村喬   | 志村喬   | 志村喬   | 志村喬   | 志村喬   |  |  |  |  |  |  |  |  |  |  |  |  |  |  |
| 島崎敬夫   | 島崎敬夫 | 島崎敬夫 | 島崎敬夫 | 島崎敬夫 | 島崎敬夫 | 志村喬   | 志村喬   | 志村喬   | 志村喬   | 志村喬   | 志村喬   |  |  |  |  |  |  |  |  |  |  |  |  |  |  |
|            |          |          |          |          |          |          |          |          |          |          |          |  |  |  |  |  |  |  |  |  |  |  |  |  |  |
| 男子       | 男子     | 男子     | 男子     | 男子     | 男子     | 島崎春彦 | 島崎春彦 | 島崎春彦 | 島崎春彦 | 島崎春彦 | 島崎春彦 |  |  |  |  |  |  |  |  |  |  |  |  |  |  |

## その他
- 田中友幸とは、関西大学の後輩であり、演劇活動時代から旧知の仲でもあった。『地球防衛軍』『大阪城物語』などの脚本家・馬渕薫（木村武）も同様であり、多数の映画で同窓トリオが組まれた。
- 志村より8歳年下で神戸の料亭の娘だった政子と見合いをして、彼が32歳の時に結婚[10]。その後は政子夫人と仲のいい夫婦で知られたが、子どもはいなかった。
- 志村の妹は、俳優の土屋嘉男の親戚筋に嫁いでおり、土屋は『七人の侍』で共演した際に志村から親戚であることを聞かされたという[9]。以後、土屋は志村のことを「おじちゃん」と呼んでいた[9]。
- 趣味はさまざまで、大学時代に培ったビリヤードの腕前は中々のものだった。役者になってからは馬術に関しては自分で馬を持ち、遠乗りも障害競技にも参加した。また、他にもカメラに凝ったり、小唄や弓を習ったり、40代後半からゴルフを始めるなど多趣味だった[10]。
  - 『モスラ』などで共演した小泉博は、志村とよくゴルフをやっていたといい、志村はマナーに厳しく、色々教えられたという[13]。
- 山村聡、三船敏郎、渥美清から非常に尊敬されており家族ぐるみで親交があったといい、三船、渥美は志村を父親のように慕っていい、山村は志村を兄のように慕っていたという。渥美とは『噂の寅次郎』で、長大な二人芝居場面を演じている。
- 映画監督の本多猪四郎とも、同じ成城に住んでいたことから家族ぐるみの付き合いがあり、本多猪四郎は志村喬の演技を「いわゆる自然体の演技の走りだったのではないか」と言い、「普段着の味わいが自分の映画には合っていた」と語っている[14][15]。
- 『ゴジラ』で共演した宝田明は、当時の志村は大スターであったが新人であった自身らにも優しくしてくれたと述懐している[16]。
- 『紅の空』で父娘役を演じた若林映子は、志村を素晴らしい俳優で人柄も最高であったと述べており、演技も自然体であったと評している[17]。
- 夏木陽介は志村と同じ自動車店を利用していた縁から、大先輩ながら家族ぐるみの茶飲み友達でもあったという[18]。
- スティーヴン・セガールは三船敏郎と共に志村喬を"尊敬する俳優"として挙げている。
- 『わが心の自叙伝』によると若手時代、「芝居をする上で深い演技をするためには、もっと苦しまなければ私自身がダメになってしまう」と考え始めた。刑事役を演じた時は、事前に中年刑事の聞き込み調査に同行するなど実地の勉強を重ねた上で台本を繰り返し読み込んだ[10]。
- デビュー後映画を見た一般人から「実直で物静かな人物」と評されたが、実際には時に激しい感情を表すこともあった。1939年の嵐寛寿郎の主演映画『海援隊』に出演した時は、撮影中わがままや遅刻を繰り返した嵐に怒って、出演を辞めようとしたこともある[注釈 6]。
- 多くの作品で脇役を演じたが、中でも「小悪党」や「どこか憎めない男」を演じるのが好きだったという[10]。
- 映画『恐怖の時間』の撮影の合間に共演者の土屋と佐田豊が志村の肩を揉んでいたところ、佐田が頸動脈を圧迫しすぎたためか志村が意識を失って倒れた[9]。元医学生であった土屋が医者が来るまでに応急処置をしたため大事には至らなかったが、前後不覚に陥った様子の志村に2人は困り果てて立ち尽くしていた[9]。翌日、志村は心配をかけまいと童謡を歌いながら現場に入ってくるなどわざと明るく振る舞っていたが、土屋と佐田はかえっておっかなくなり離れてしまい、志村は「大丈夫だから逃げないでください」と2人に怒ったという[9]。
- 映画『コタンの口笛』のロケで北海道を訪れた際に、登別のホテルのレストランにて土屋と2人で毛ガニを食べていたところ、新婚客が無断で2人の写真を撮り始めた[9]。段々近づいて間近で撮り続けていた新婚の男に対し志村は激怒し大声で怒鳴りつけ、新婚客が退散したあとも「無断で撮るのは泥棒です。人が口を開けた時に撮るのは失礼です」と語っていたという[9]。ロケ先に戻った土屋がこのことを共演者の森雅之に語ったところ、森は「志村さんらしい」と言って大笑いしていたといい、土屋もこれを志村の一徹さを表すエピソードとして語っている[9]。

## 出演作品

### 映画

#### 戦前

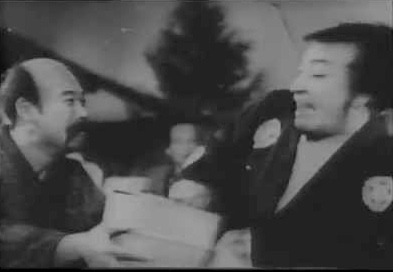
『血煙高田の馬場』（1937年）

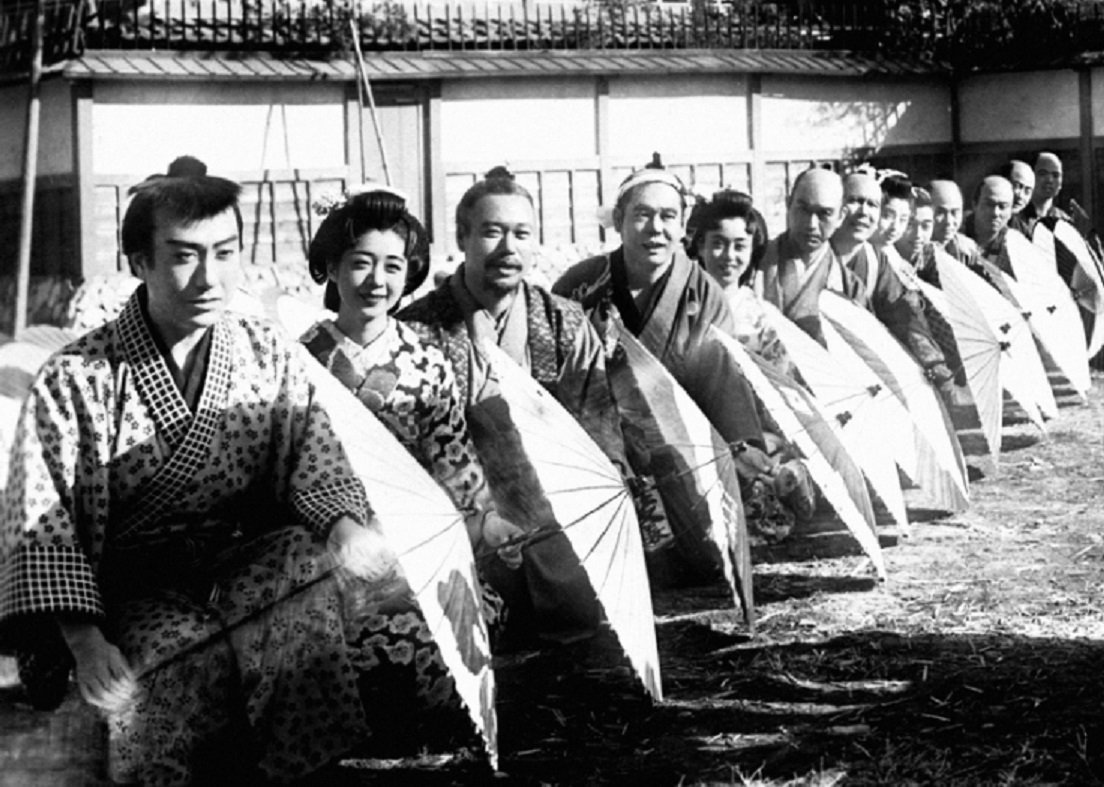
『鴛鴦歌合戦』（1939年）左から片岡千恵蔵、市川春代、志村、尾上華丈、深水藤子、遠山満、香川良介、服部富子…。

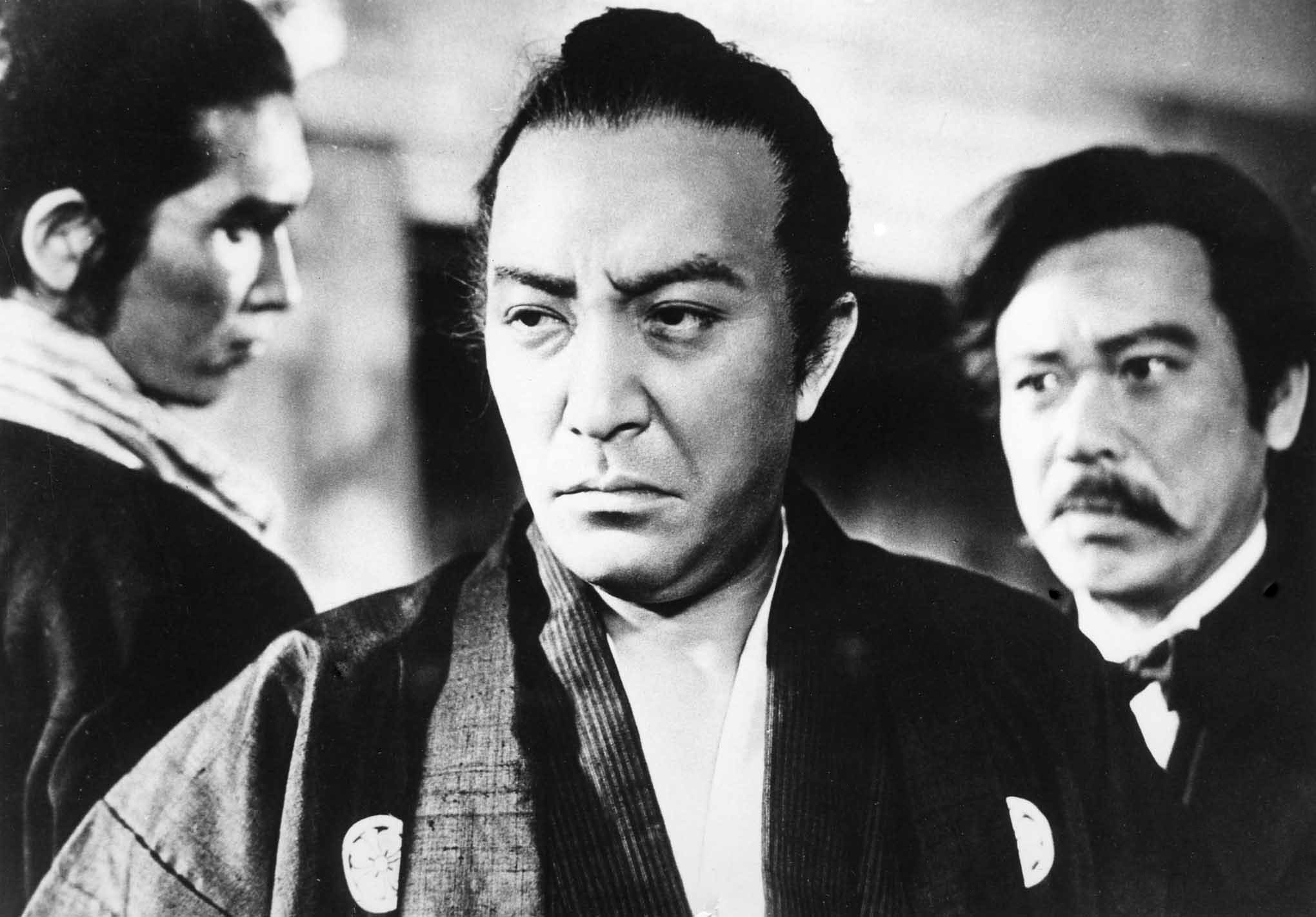
『江戸最後の日』(1941年) 阪東妻三郎(中央)と志村（右）

- 恋愛街一丁目（1934年、新興キネマ） - 父
- 万五郎青春記（1934年、新興キネマ） - 倉地三平
- 花咲く樹 前後篇（1934年、新興キネマ）
- 忠次売出す（1935年、新興キネマ） - 御朱印の伝吉
- 虎公（1935年、新興キネマ） - 煮豆屋宅平
- 長崎留学生（1935年、新興キネマ） - 漁師定七
- 姓は丹下名は茶善（1935年、新興キネマ） - 荒井弥太郎
- 最後の江戸っ子（1935年、新興キネマ） - 喜左衛門
- 十六夜日記（1935年、新興キネマ） - 桂小五郎
- 嫁取り裸道中（1935年、新興キネマ） - 清水次郎長
- 元禄村雨笠（1935年、新興キネマ） - 蛇の目の五郎蔵
- 右門捕物帖 晴々五十三次 乱麻篇・裁決篇（1935年・1936年、嵐寛寿郎プロダクション） - 山太
- 太閤記 藤吉郎出世飛躍の巻（1936年、新興キネマ） - 稲田大炊
- 快傑黒頭巾 後篇（1936年、新興キネマ） - 益満休之助
- 弥太郎笠 前篇（1936年、マキノトーキー製作所） - お神楽の大八
- 宮本武蔵 地の巻（1936年、寛プロ） - 侍大将
- 浪華悲歌（1936年、第一映画） - 峰岸五郎刑事
- 江戸の花和尚（1936年、マキノトーキー）
- 赤西蠣太（1936年、日活京都・片岡千恵蔵プロダクション） - 角又鱈之進
- 修羅八荒（マキノトーキー） - 瓢箪屋銀八
  - 第一篇（1936年）
  - 第二篇（1936年）
  - 第三篇（1936年）
- 刺青奇偶（1936年、千恵プロ） - 女衒金八
- 恋山彦 風雲の巻・怒濤の巻（1937年、日活） - 梁川甚左衛門
- 血煙高田の馬場（1937年、日活京都） - 楽々亭
- 忠臣蔵 地の巻・天の巻（1938年、日活京都） - 安井彦右衛門
- 弥次㐂夛道中記（1938年、日活京都） - 遠山河内守
- 鞍馬天狗シリーズ（日活京都）
  - 鞍馬天狗 角兵衛獅子の巻（1938年） - 西郷吉之助
  - 鞍馬天狗 江戸日記（1939年） - 春日井右京
  - 鞍馬天狗 恐怖篇（1939年） - 春日井右京
  - 鞍馬天狗捕はる（1940年） - 益満休之助
  - 鞍馬天狗 薩摩の密使（1941年） - 村田襄介
- 右門捕物帖シリーズ（日活京都） - あばたの敬四郎
  - 右門捕物帖 血染の手形（1939年）
  - 右門捕物帖 拾萬両秘聞（1939年）
  - 右門捕物帖 金色の鬼（1940年）
  - 右門江戸姿（1940年）
  - 右門捕物帖 幽霊水芸師（1941年）
- 牢獄の花嫁（1939年、日活） - 東儀三郎兵衛
- 海援隊（1939年、日活） - 英人・ガラバ
- 鴛鴦歌合戦（1939年、日活京都） - 志村狂斎
- 鍔鳴浪人（1939年、日活京都） - 外人シエリコフ
- 彌次喜多 名君初上り（1940年、日活京都） - 圓山久太夫
- 大楠公（1940年、日活京都） - 坊門清忠
- 続清水港（1940年、日活京都） - 劇場支配人、小松村七五郎
- 織田信長（1940年、日活京都） - 平手中務政秀
- 海を渡る祭礼（1941年、日活） - 蟇の油の源次兵衛
- 江戸最後の日（1941年、日活京都） - 榎本和泉守
- 宮本武蔵 一乗寺決闘（1942年、日活京都） - 延暦寺僧秀聿
- 母子草（1942年、松竹大船）
- 海軍（1943年、松竹大船） - 牟田口隆夫
- 姿三四郎（1943年、東宝） - 村井半助
- 加藤隼戦闘隊（1944年、東宝）
- 一番美しく（1944年、東宝） - 石田五郎

#### 戦後

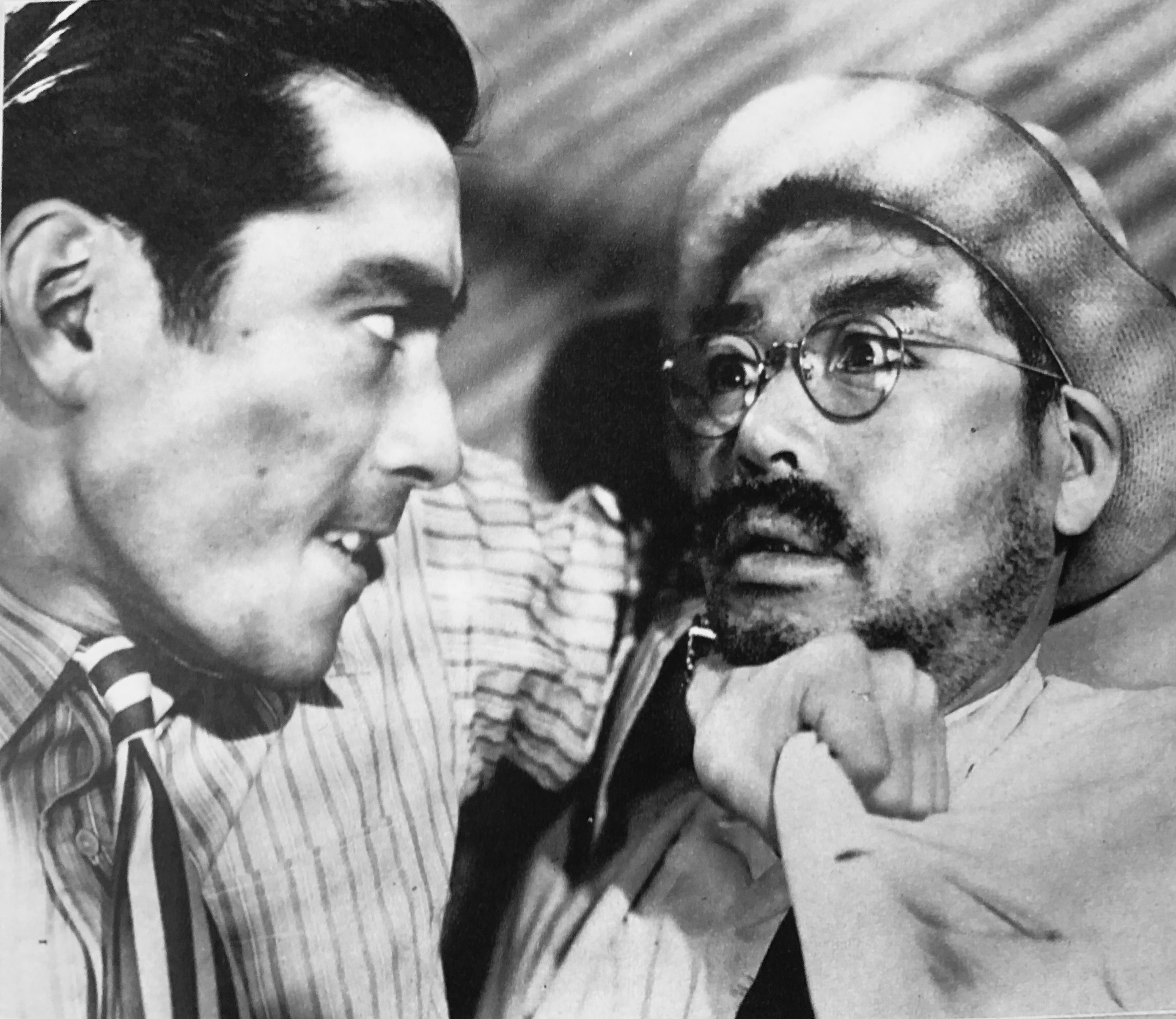
『醉いどれ天使』（1948年）

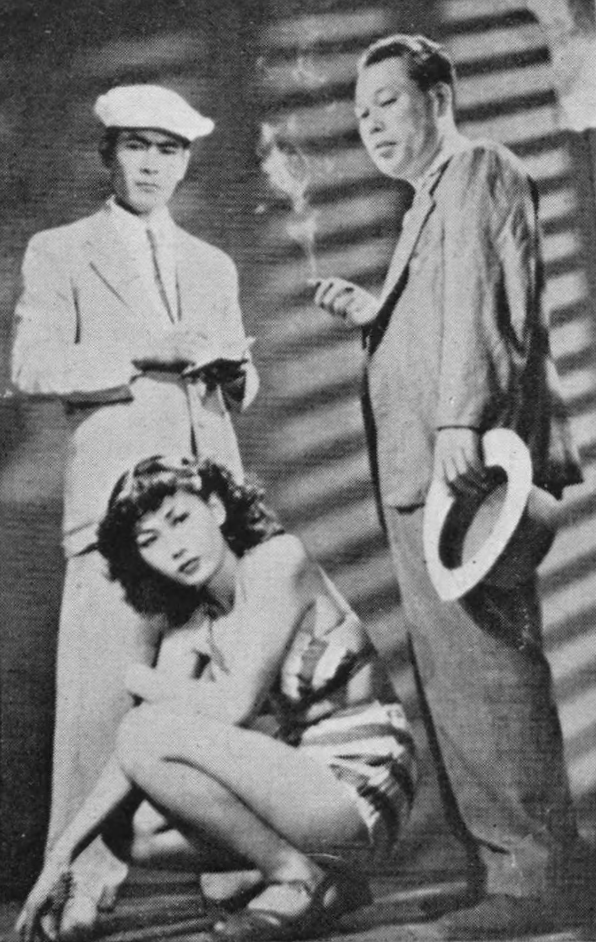
『野良犬』（1949年）

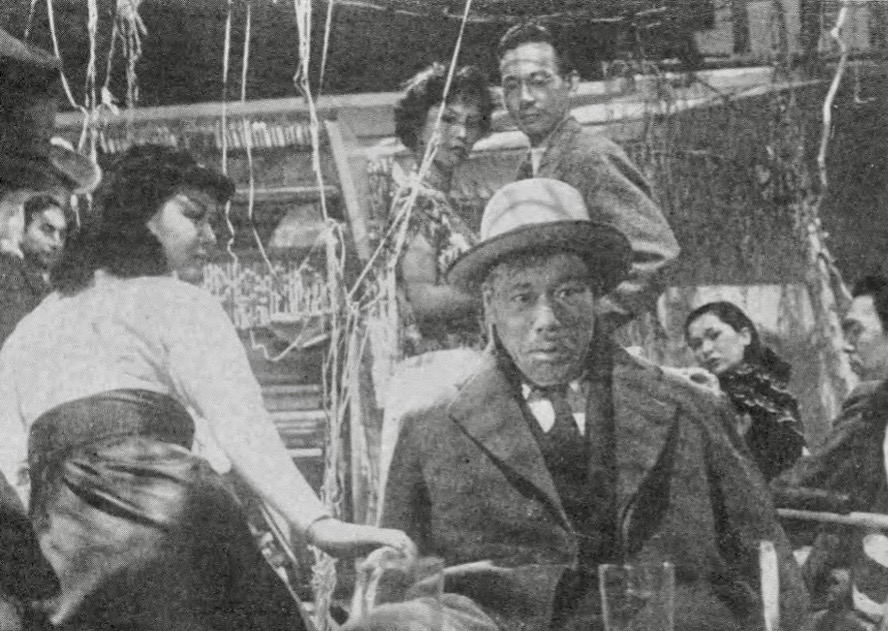
『生きる』（1952年）

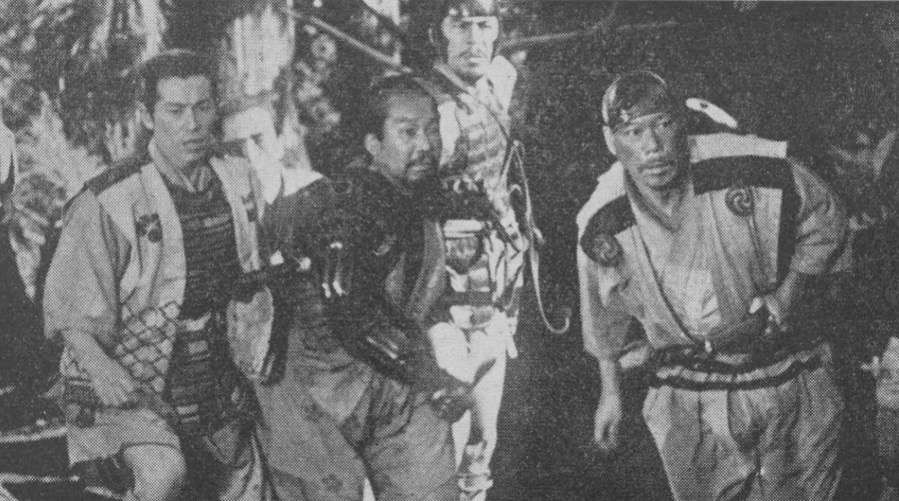
『七人の侍』（1954年）

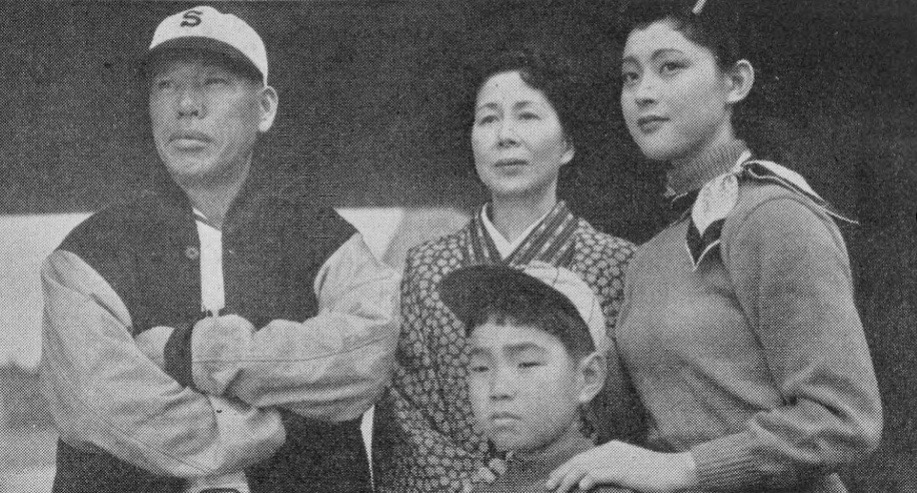
『男ありて』（1955年）

- 日常の戦ひ（1944年、東宝） - 山崎老人
- 北の三人（1945年、東宝） - 正木飛行場長
- 突貫驛長（1945年、東宝） - 眞六
- 民衆の敵（1946年、東宝） - 小谷理事長
- 明日を創る人々（1946年、東宝） - 劇団頭取
- 或る夜の殿様（1946年、東宝） - 北原虎吉
- わが青春に悔なし（1946年、東宝） - 毒いちご
- 四つの恋の物語（1947年、東宝） - 父
- 地下街二十四時間（1947年、東宝） - 靴磨きの友人
- 銀嶺の果て（1947年、東宝） - 野尻
- 新馬鹿時代 前後篇（1947年、東宝） - 課長田代
- 春の目ざめ（1947年、東宝） - 小倉憲造
- 女優（1947年、東宝） - 倉本源四郎
- 第二の人生（1948年、東宝） - 組合長
- 醉いどれ天使（1948年、東宝） - 真田
- わが愛は山の彼方に（1948年、東宝）
- 天狗飛脚（1949年、大映京都） - 桝屋九内
- 女の一生（1949年、東宝） - 村田
- 静かなる決闘（1949年、大映東京） - 藤崎孝之輔
- 森の石松（1949年、松竹） - 鳥千鳥八兵衛
- 野良犬（1949年、新東宝） - 佐藤刑事
- 女殺し油地獄（1949年、大映京都） - 豊島屋七左衛門
- 俺は用心棒 （1950年、東横）
- 暴力の街（1950年） - 佐川支局長
- 銀座三四郎（1950年、新東宝） - 松原大三
- 醜聞（1950年、松竹） - 蛭田乙吉
- てんやわんや（1950年、松竹） - 鬼塚玄三
- 羅生門（1950年、大映京都） - そま売り
- 愛と憎しみの彼方へ（1951年、東宝） - 久保部長
- 悲歌（1951年、東宝） - 坂田幸之進
- 白痴（1951年、松竹） - 大野
- 青い真珠（1951年、東宝） - 藤木灯台長
- 馬喰一代（1951年、大映） - 六太郎
- 荒木又右衛門 決闘鍵屋の辻（1952年、東宝） - 河合甚左衛門
- 南国の肌（1952年、東宝） - 研究所所長
- 虎の尾を踏む男たち（1945年製作・1952年公開、東宝） - 片岡
- 戦国無頼（1952年、東宝） - 研師惣治
- 生きる（1952年、東宝） - 渡邊勘治
- 港へ来た男（1952年、東宝） - 岡部
- 太平洋の鷲（1953年、東宝） - 陸軍参謀A大佐[19]
- 芸者小夏（1954年、東宝）
- 馬賊芸者（1954年、大映）
- 七人の侍（1954年、東宝） - 島田勘兵衞
- 次郎長三国志 第八部 海道一の暴れん坊（1954年、東宝） - 身受山鎌太郎
- 母の初恋（1954年、東宝） - 高浜
- 新鞍馬天狗シリーズ（東宝）
  - 新鞍馬天狗 第一話 天狗出現（1954年） - 近藤勇
  - 新鞍馬天狗 第二話 東寺の決闘（1954年） - 近藤勇
  - 新鞍馬天狗 夕立の武士（1955年） - 平岡円四郎
- ゴジラシリーズ（東宝）
  - ゴジラ（1954年） - 山根恭平[出典 7]
  - ゴジラの逆襲（1955年） - 山根恭平[1][20]
  - 三大怪獣 地球最大の決戦（1964年） - 塚本博士[1][20]
- 人形佐七捕物帖 めくら狼（1955年、滝村プロ） - 丹波屋宗兵衛
- 男ありて（1955年、東宝） - 島村達郎
- むっつり右門捕物帖 鬼面屋敷（1955年、東宝） - 神尾元勝
- 芸者小夏 ひとり寝る夜の小夏（1955年、東宝） - 佐久間
- 風流交番日記（1955年、新東宝） - 大坪巡査
- 生きものの記録（1955年） - 原田
- 若い樹（1956年、東宝） - 華子の父
- 宮本武蔵 完結篇 決闘巌流島（1956年、東宝） - 長岡佐渡
- 新・平家物語 義仲をめぐる三人の女（1956年、大映） - 斎藤別当実盛
- 忘却の花びら（1957年、東宝） - 韮崎伝右衛門
- 蜘蛛巣城（1957年、東宝） - 小田倉則保
- この二人に幸あれ（1957年、東宝） - 雅子の父
- 鳳城の花嫁（1957年、東映京都） - 井筒屋嘉兵衛
- 三十六人の乗客（1957年、東宝） - 山上刑事
- あらくれ（1957年、東宝） - 精米所の主人
- 危険な英雄（1957年、東宝） - 小野塚捜査主任
- 青い山脈 新子の巻・雪子の巻（1957年、東宝） - 井口甚蔵
- どたんば（1957年、東映） - 伴野
- 地球防衛軍（1957年、東宝） - 安達博士[1]
- 多羅尾伴内 十三の魔王（1958年、東映東京） - 十亀金五郎
- 江戸っ子祭（1958年、大映京都） - 青山伯耆守
- 忠臣蔵 （1958年、大映京都） - 重兵衛
- 大江戸七人衆（1958年、東映京都） - 相模屋太兵衛
- 浪人八景（1958年、東映京都） - 諏訪頼母
- 清水港の名物男 遠州森の石松（1958年、東映京都） - 身受山鎌太郎
- 日蓮と蒙古大襲来（1958年、大映） - 弥三郎
- 点と線（1958年、東映東京) - 笠井警部
- 人生劇場 青春篇（1958年、東宝） - 青成瓢太郎
- 隠し砦の三悪人（1958年、東宝） - 長倉和泉
- サザエさんの結婚（1959年、東宝） - 富岡社長
- 鉄腕投手 稲尾物語（1959年、東宝） - 稲尾久作
- コタンの口笛（1959年、東宝） - 田沢先生
- 花の大障碍（1959年、大映） - 村上平造
- かげろう絵図（1959年、大映） - 良庵
- 日本誕生（1959年、東宝） - 熊曽建・兄[1]
- べらんめえ芸者（1959年、東映） - 政五郎
- 戦国群盗伝（1959年、東宝）
- がんばれ! 盤嶽 (1960年、東宝)
- からっ風野郎（1960年、大映） - 平山吾平
- 夜の流れ（1960年、東宝） - 園田浩一郎
- ハワイ・ミッドウェイ大海空戦 太平洋の嵐（1960年、東宝） - 藤作[19]
- 男対男（1960年、東宝） - 増江長太郎
- 悪い奴ほどよく眠る（1960年、東宝） - 守山公団管理部長
- 社長シリーズ（東宝）
  - サラリーマン忠臣蔵（1960年） - 角川本蔵
  - 続サラリーマン忠臣蔵（1961年） - 角川本蔵
  - 続サラリーマン清水港（1962年） - 安濃徳次郎
- 大坂城物語（1961年、東宝） - 片桐且元
- 用心棒（1961年、東宝） - 造酒屋徳右衛門
- 沓掛時次郎（1961年、大映京都） - 八丁畷徳兵衛
- モスラ（1961年、東宝） - 天野貞勝[1]
- 南の島に雪が降る（1961年、東宝） - 浅川中将
- 黒い画集 第二話 寒流（1961年、東宝） - 喜太郎
- 椿三十郎（1962年、東宝） - 黒藤次席家老
- 妖星ゴラス（1962年、東宝） - 園田謙介[1]
- 紅の空（1962年、東宝） - 片桐周治
- 忠臣蔵 花の巻・雪の巻（1962年、東宝） - 千坂兵部
- 太平洋の翼（1963年、東宝） - 及川軍令部総長[19]
- 天国と地獄（1963年、東宝） - 捜査本部長
- 若いやつ（1963年、松竹） - 今井
- 八州遊侠伝 男の盃（1963年、東映） - 藤兵衛
- 太陽は呼んでいる（1963年、東宝） - 与助
- 大盗賊（1963年、東宝） - 羅刹王
- 恐怖の時間（1964年、東宝） - 山本巡査部長
- 人生劇場 新・飛車角（1964年、東映）
- 悪の紋章（1964年、東宝） - 塚本所長
- 天才詐欺師物語 狸の花道（1964年、東宝） - 駒井
- 怪談（1965年、東宝） - 「耳無芳一の話」住職
- 侍（1965年、東宝） - 一条成久
- 股旅 三人やくざ (1965年、東映)
- 赤ひげ（1965年、東宝） - 和泉屋徳兵衛
- 姿三四郎（1965年、東宝） - 三島総監
- 太平洋奇跡の作戦 キスカ（1965年、東宝） - 軍令部総長[19]
- フランケンシュタイン対地底怪獣（1965年、東宝） - 広島衛戍病院の老軍医[1]（軍医長[20]）
- この声なき叫び（1965年、松竹） - 大坪医師
- あばずれ（1966年、東映） - 野口辰五郎
- 帰らざる波止場（1966年、日活） - 江草刑事
- 絶唱（1966年、日活） - 園多惣兵衛
- 侠骨一代（1967年、東映） - 坂本喜之助
- 砂糖菓子が壊れるとき (1967年、大映)
- 8.15シリーズ（東宝）
  - 日本のいちばん長い日（1967年） - 下村情報局総裁
  - 激動の昭和史 軍閥（1970年） - 竹田編集総長
- 人間魚雷 あゝ回天特別攻撃隊（1968年、東映） - 三島専三
- ドレイ工場（1968年、同映画製作委員会） - 白石社長
- 女賭博師シリーズ（大映)
  - 関東女賭博師（1968年） - 横尾玄造
  - 女賭博師尼寺開帳（1968年） - 岡崎大五郎
- 黒部の太陽（1968年、三船プロ・石原プロ） - 芦原義重
- 産業スパイ（1968年、東映） - 松井太造
- 牡丹燈籠(1968年、大映)　- 白翁堂（易者）
- 座頭市シリーズ
  - 座頭市果し状（1968年、大映京都） - 順庵
  - 新座頭市物語 笠間の血祭り（1973年、勝プロ） - 作兵衛
- 新網走番外地シリーズ（東映）
  - 新網走番外地（1968年） - 藤上鉄太郎
  - 新網走番外地 流人岬の血斗（1969年） - 坪島寿男
- 祇園祭（1968年、日本映画復興協会） - 恒右衛門（染物屋主人）
- 荒野の渡世人（1968年、東映東京） - ケンの父
- 現代やくざ 与太者の掟（1969年、東映） - 石井直吉
- 昭和残侠伝 唐獅子仁義（1969年、東映） - 林田伝之助
- 風林火山（1969年、東宝） - 飯高虎信
- 関東おんな悪名 (1969年、大映)
- 男はつらいよシリーズ（松竹） - 諏訪飈一郎
  - 男はつらいよ（1969年）
  - 男はつらいよ 寅次郎恋歌（1971年）
  - 男はつらいよ 噂の寅次郎(1978年)
- 尻啖え孫市（1969年、大映） - 雑賀左太夫
- 日本暴力団 組長と刺客（1969年、東映） -喜多見長次
- 極悪坊主 飲む打つ買う（1971年、東映） - 輪島万作
- 甦える大地（1971年、石原プロ） - 権藤義一郎
- ごろつき無宿（1971年、東映） - 浅川源造
- 極道罷り通る（1972年、東映） - 松原政五郎
- 喜劇 ここから始まる物語（1973年、松竹） - 松尾
- 華麗なる一族（1974年、芸苑社） - 安田太左衛門
- 山口組外伝 九州進攻作戦（1974年、東映） - 大浦武吉
- 襤褸の旗（1974年、同映画製作委員会） - 古河市兵衛
- 唐獅子警察（1974年、東映） - 久留島清作
- ノストラダムスの大予言（1974年、東宝） - 病院院長[19]
- 新幹線大爆破（1975年、東映東京） - 国鉄総裁
- 続・人間革命（1976年、東宝） - 湯浅
- お吟さま（1978年、宝塚映画） - 千宗易
- 動乱（1980年、東映） - 宮城広介
- 天平の甍（1980年、東宝） - 隆尊
- 影武者（1980年、東宝） - 田口刑部
- 日本フィルハーモニー物語 炎の第五楽章（1981年、エヌ・アール企画） - 仲本明の父[注釈 7]

### テレビドラマ
- 夫婦百景（日本テレビ）
  - 第124話「夫婦絶景」（1960年）
  - 第191話「お年玉異変」（1962年）
- シャープ火曜劇場 第71話「倖せの鐘」（1963年、フジテレビ） - 曾呂周吉
- 大河ドラマ（NHK総合）
  - 赤穂浪士（1964年） - 小野寺十内
  - 三姉妹（1967年） - 三沢平左衛門
  - 天と地と（1969年） - 長尾房景
  - 樅ノ木は残った（1970年） - 里見十左衛門
  - 春の坂道（1971年） - 青山忠俊
  - 花神（1977年） - 竹院
  - 黄金の日日（1978年） - 能登屋平久
  - 獅子の時代（1980年） - 田代栄助
- 東芝日曜劇場（TBS）
  - 第419話「この道の行くてに」（1964年）
  - 第516・517話「葛飾の女」（1966年）
  - 第560話「脱出」（1967年）
  - 第642話「24才 その6」（1969年）
  - 第771話「新しき日々」（1971年）
  - 第811話「愛と愛」（1972年）
  - 第822話「もしか或る日」（1972年） - 美穂の父
  - 第879話「放蕩一代息子」（1973年）
  - 第1123話「あしたの愛」（1978年）
  - 第1200話「女たちの忠臣蔵」（1979年） - 堀部弥兵衛
  - 第1246話「晴れた日に」（1980年）
- 虹の設計（1964年 - 1966年、NHK総合）
- 戦国太平記　真田幸村　（1966年 - 1967年、TBS）- 大谷吉継
- シオノギテレビ劇場（フジテレビ）
  - さぶ（1966年） - 岡安喜兵衛
  - 山本周五郎シリーズ / しゅるしゅる（1966年） - 片桐五左衛門
- 剣（日本テレビ）
  - 第2話「山犬ともぐら」（1967年） - 戸張藩家老・喜兵衛
  - 第3話「刀狩り」（1967年）
  - 第5話「蝉時雨」（1967年）
  - 第6話「鰯の頭」（1967年） - 真壁一伝斉
  - 第8話「夕映え侍」（1967年） - 千波玄之進
  - 第9話「檜谷の決闘」（1967年） - 康政
  - 第11話「灯」（1967年）
  - 第37話「俺は陰陽師」（1967年） - 大目付・小笠原筑前守
  - 第41話「神隠し」（1968年） - 名主・今市幸右衛門
- 風（1967年、TBS / 松竹） - 蘭学者・福内鬼外
- ナショナル劇場（TBS）
  - 顎十郎捕物帳（1968年） - 森川庄兵衛
  - 大岡越前（1970年 - 1975年、C.A.L） - 海野呑舟
  - 水戸黄門（C.A.L）
    - 第2部 第4話「漆三代 -会津若松-」（1970年）
    - 第3部 第18話「人情・刀鍛冶 -岡山-」（1972年） - 祐定
    - 第4部 第32話「からくり異聞 -宇都宮-」（1973年） - 久助

  - 江戸を斬る 梓右近隠密帳（1973年、C.A.L） - 柳生宗矩
- 台風娘がやって来た（1968年 - 1969年、朝日放送） - おじいちゃん
- 男じゃないか（1969年、フジテレビ） - 大原署長
- 大坂城の女 第9話「利休の娘 お吟」・第10話「炎の佳人」（1970年、関西テレビ / 東映） - 千利休
- 徳川おんな絵巻 第13話「白鷺城の若き獅子」・第14話「永遠の初夜」（1970年 - 1971年、関西テレビ / 東映） - 飯倉兵庫
- お荷物小荷物（1970年=沖縄編 / 1971年=カムイ編、朝日放送） - 滝沢忠太郎
- 銀河ドラマ / 風来先生（1970年、NHK総合） - 丹沢校長
- 大忠臣蔵（1971年、NET / 三船プロ） - 堀内伝右衛門
- おゝい雲（1971年、NHK総合） - 桑原嘉兵衛
- 花王愛の劇場 / 人妻椿（1971年、TBS / 東宝） - 有村喜助
- 天皇の世紀 第12話「義兵」（1971年、朝日放送 / 国際放映） - 吉田東洋
- 一心太助（1971年 - 1972年、フジテレビ / 国際放映） - 大久保彦左衛門
- どっこい大作（1973年、NET / 東映） - 二階堂甚平
- 銀座わが町 第2話（1973年、NHK総合）
- まんまる四角（1973年、TBS） - 春山吾平
- ナショナルゴールデン劇場（NET）
  - じゃがいも（1973年 - 1974年） - 修造
  - ねぎぼうずの唄（1974年） - 源之助
  - どてかぼちゃ（1975年 - 1976年） - 藤島先生
  - だいこんの花 第5部（1977年） - 片山
- 必殺シリーズ（朝日放送 / 松竹）
  - 助け人走る 第2話「仇討大殺陣」（1973年） - 大田原帯刀
  - 必殺仕置屋稼業 第21話「一筆啓上逆夢が見えた」（1975年、松竹） - 奉行・鳥居
- 幡随院長兵衛お待ちなせえ 第1話「長兵衛誕生」（1974年、NET / 東宝） - 大久保彦左衛門
- 放浪家族（1975年、毎日放送） - 三崎重次郎
- 剣と風と子守唄 第27話「栄光への父娘旅」（1975年、日本テレビ / 三船プロ） - 大垣凌雲
- どてらい男・死闘篇（1976年、関西テレビ）増田の父・甚之助（通称 金増）
- 赤い運命（1976年、TBS / 大映テレビ） - 吉野剛造
- 木下恵介・人間の歌シリーズ / 冬の運動会（1977年、TBS） - 北沢健吉
- 土曜ドラマ（NHK総合）
  - 男たちの旅路 第3部 第1話「シルバー・シート」（1977年） - 本木
  - 松本清張シリーズ・天才画の女（1980年） - 寺村寿一
- 金曜ドラマ / 家族熱（1978年、TBS） - 黒沼重光
- 薔薇海峡（1978年 - 1979年、TBS / 大映テレビ） - 坂口英吾
- 不毛地帯（1979年、毎日放送） - 谷川元陸軍大佐
- ドラマ人間模様（NHK総合）
  - あ・うん（1980年） - 水田初太郎[21]
  - 続あ・うん（1981年） - 鉄次[注釈 8]

### ドラマ以外のテレビ番組
- 第21回NHK紅白歌合戦（1970年、NHK総合・ラジオ第1） - 審査員
- 小川宏ショー（1972年1月7日、フジテレビ）
- モーニングジャンボ奥さま8時半です（TBS）

### ラジオドラマ
- ゴジラの逆襲（1955年、ニッポン放送）[22]

## 著書・関連書籍
- 「芝居ひとすじに」（神戸新聞社編『わが心の自叙伝 映画・演劇編』神戸新聞総合出版センター、2000年、所収）
- 澤地久枝『男ありて-志村喬の世界』文藝春秋、1994年。
- 『記録志村喬』黒澤明研究会（『黒澤明研究会誌』9号）、1989年。